# Józef Lokajski

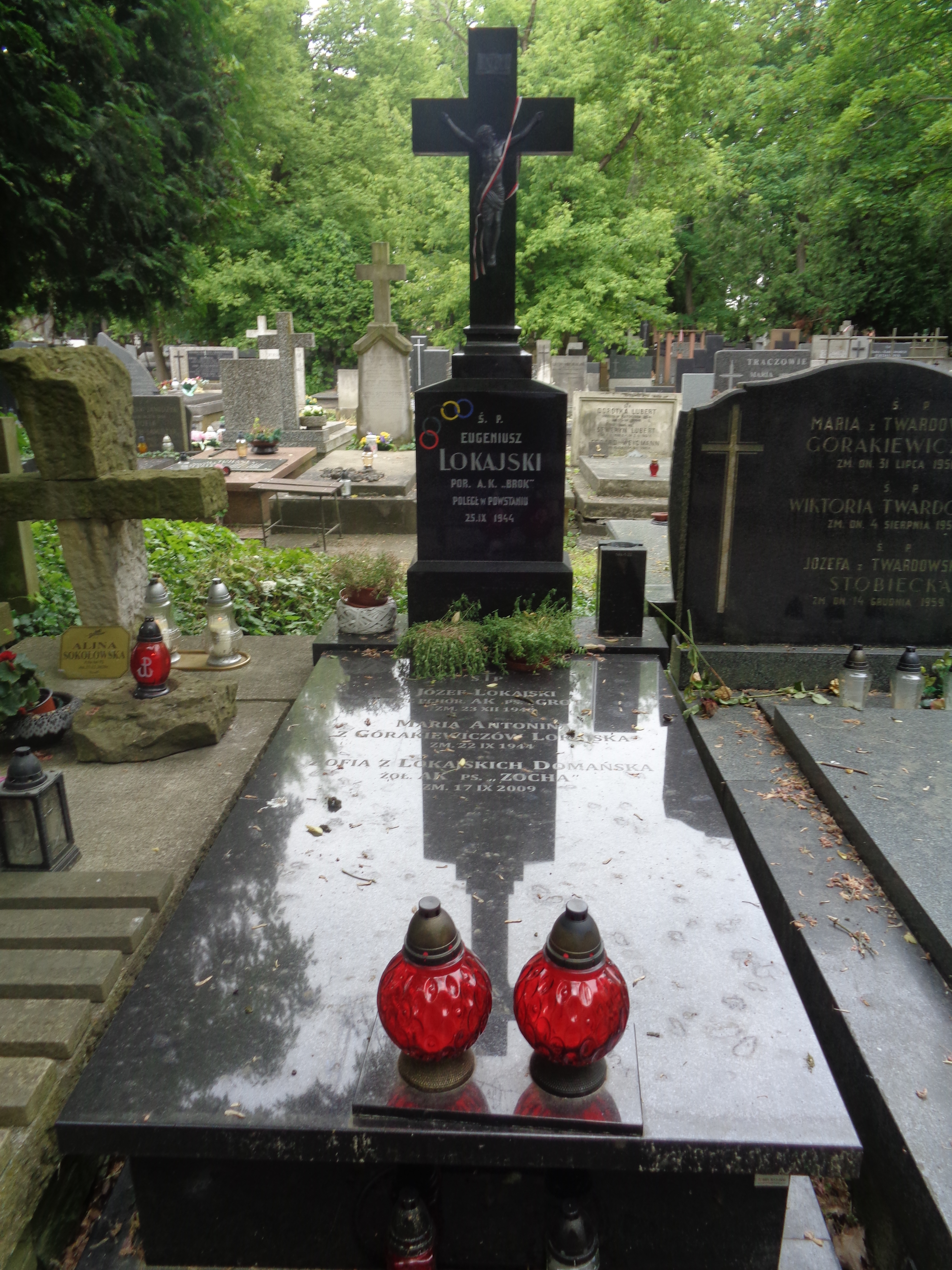
Grób Józefa Lokajskiego na cmentarzu Powązkowskim w Warszawie

Józef Lokajski ps. Józek, Grot (ur. 23 lipca 1920 w Warszawie, zm. 23 grudnia 1943 tamże) – polski lekkoatleta, który specjalizował się w rzucie oszczepem.
W 1937 roku zdobył w Bydgoszczy brązowy medal mistrzostw Polski juniorów. W czasie II wojny światowej działał w konspiracji, był członkiem Armii Krajowej. Zginął w potyczce z Niemcami w Warszawie. 
Rekord życiowy: 54,22 (18 czerwca 1939, Warszawa).
Brat Eugeniusza – także oszczepnika. Zginął podczas II wojny światowej.
Został pochowany na cmentarzu Powązkowskim w Warszawie (kwatera 149-1-22)